# Кузьменко, Антон Юрьевич
Антон Юрьевич Кузьменко (род. 20 октября 1969, Москва, РСФСР, СССР) — актёр, заслуженный артист Московской области (2003),  заслуженный артист РФ (2008).

## Биография
Родился 20 октября 1969 г. в Москве. В 1995 г. окончил Высшее театральное училище имени М. С. Щепкина (курс С. А. Баркана и В. П. Остальского).
Артист Мытищинского театра драмы и комедии «ФЭСТ». В труппе театра с 1989 г.

## Театральные работы
- Глов Александр («Игроки» Н. В. Гоголя)
- Сандырев («Счастливый день» А. Н. Островского)
- Крисип («…Забыть Герострата!» Г.Горина)
- Младший брат («Друзья» К.Абэ)
- Крафт («Мысль» Л.Андреева)
- Дорант («Мещанин во дворянстве» Ж. -Б. Мольера)
- Илья Ильич Быков («Касатка» А.Толстого)
- Клайнман («Охота» В. Аллена)
- Фраскатти («Под небом Парижа» по оперетте И.Кальмана «Фиалка Монмартра»)
- Сальваторе де Маттиа («Человек и джентльмен» Э.де Филиппо)
- Антонио («Чума на оба ваши дома!» Г.Горина)
- Аристарх Доминикович Гранд-Скубик («Самоубийца» Н.Эрдмана)
- Пьетро («Тень» Е.Шварца)
- От автора («Я, Гришковец и другие…» Е.Гришковца)
- Людовик Великий («Солнцеликий» по пьесе «Каббала Святош» М.Булгакова)
- Сэр Гилберт Рэтлэнд («Сокровище острова Пеликан» Дж. Б.Пристли)
- Чарльз («Убийство Гонзаго» Н.Иорданова)
- Кочкарев («Женитьба» Н. В. Гоголя)
- Мазетто («Декамерон» Бокаччо)
- Беркутов («Волки и овцы» А. Н. Островского)
- Рассказчик («Рассказики» по произведениям А. П. Чехова)
- Франк, директор тюрьмы («Летучая мышь» по оперетте Иоганна Штрауса)
- Вершинин Александр Игнатьевич, подполковник, батарейный командир(«Три сестры» А. П. Чехов)
- Альфредо Марильяно (мятущаяся душа)(«Призраки» Э. де Филиппо)
- Серж («АРТ» Ясмины Реза)
- Гаев Леонид Андреевич, брат Раневской ("Вишневый сад" А. П. Чехов)
- Питер Лоренс ( "Жена. Инструкция по применению" по пьесе С. Бобрика)
- Коршунов, Притыкин, Коратыгин, Куклов, Принц, Григорьев, Камушков, Красноармеец, Петров, Он, Гений, Старуха, Сосед, Падающий с крыши, Таксик, Мужчина, От автора (" Среди гостей в одной рубашке" по произведениям Д.Хармса)
- Граф де Гиш ( "Сирано де Бержерак" Э. Ростан)
- Аббат, Барон Фицуолтер, Виллан Джон, Горшечник Тем, Хромой стрельник ("This is Englaaand! История Робин Гуда" Д. Скотников)
- Митрич ( Сказки на завалинке)
- Крокодил, Вторая Сирена, Дракон Ван Лун, Пират ("Полный вперёд!)
- Зюзин («Пиратские страсти» И.Ильина)
- Принц, Лесничий («Золушка» Е.Шварца)
- Король («Приключения Кота в сапогах» Ш.Перро)
- Первый ковбой, Братец Лис («Истории про Братца Кролика и его друзей» по произведениям Дж. Харриса и О.Генри)
- Царь Несмеян, Крестьянин («По щучьему велению» В.Магара)

## Кино и телевидение
- 2010 Александр Ануров «Счастливы вместе» Эпизод: Режиссёр
- 2010 Тимур Алпатов «Глухарь» Эпизод: Озабоченный
- 2011 Флюза Фархшатова «Карамель» Эпизод: Режиссёр
- 2012 Дмитрий Гольдман, Александр И. Строев (IV), Анна Дранникова, Азиз Саттарбеков «Катина Любовь» Роль: Андрей Баранников
- 2012 НТВ Роман Белый «Отечественная. Великая» Роль: Денис Давыдов